# Jacek Wesołowski

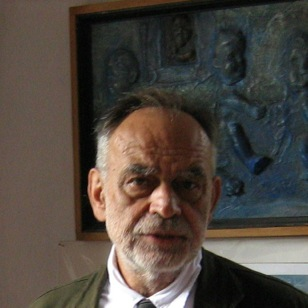
Jacek Wesołowski 2008

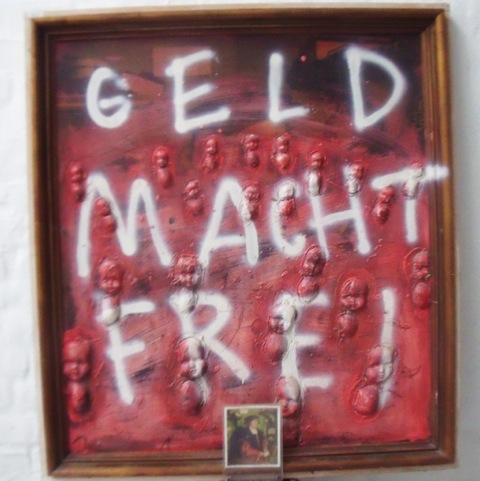
"Drei Schichten + 1"

Jacek Wesołowski (* 1. Juni 1943 in Pruszków bei Warschau) ist ein polnischer multimedialer Konzeptkünstler, Kunst- und Literaturwissenschaftler, sesshaft in Deutschland.

## Leben
1968 schloss er sein Studium der polnischen Philologie ab, 1977 promovierte er an dem Institut für Literaturtheorie, Theater und Film der Universität Łódź. Er publizierte über visuelle Poesie und Konzeptkunst in Sammelausgaben und Zeitschriften („Nowy Wyraz“, sein Debüt 1972, „Poezja“, „Teksty“,” Zagadnienia Rodzajow Literackich“, "Odra"). Bis 1981 lehrte er an der Universität und an der Kunsthochschule in Lodz, darauf unterrichtete er als Gastdozent an der Kieler Universität. 1986 beschloss er in Deutschland zu bleiben.
1983 fing er an einem eigenen künstlerischen Gesamtwerk, einem Konzept unter dem Titel Tagebuch. Bilder/Texte (späterer Titel art life concept Dzien-Nik/Tage-Buch/Dia-Ry) zu arbeiten, dessen Grundlage und Rahmen auf dem geschriebenen Tagebuch des Künstlers basiert. Den Kern des Konzeptes bildet eine individuelle, persönliche Interpretation der Welt und des Menschen in der erlebten Wirklichkeit, die sich als ein Prozess der Bewusstseinsentwicklung aufbaut. Dazu gehört die intentionale Relativierung von Konventionen und Grenzen. Im Gesamtwerk des Künstlers werden die bildnerische und die verbale Aussageformen stets verbunden und ausgetauscht. Seit 1984 konzipiert er eigene Ausstellungsprojekte und beteiligt sich außerdem an Gemeinschaftsausstellungen in Deutschland und Italien, Malta, Finnland, Dänemark, Norwegen, Belgien, Tschechien. Seit 1993 führt er Ausstellungen in Polen durch, wobei diese in der Regel in Kooperation mit deutschen und polnischen Museen und Galerien realisiert werden. Die Tage-Buch-Ausstellungsprojekte sind stets als gänzlich problemartig betitelte Installationen konzipiert, die von zweisprachigen (deutsch/polnisch) Kataloge begleitet werden. Seit 1994 ist Jacek Wesołowski ein Mitglied des Bundesverbandes Bildender Künstler (BBK). 1996 und 1999 war er ein Stipendiat des Landes Schleswig-Holstein. Seit 1999 lebt er in Berlin und in Bialowice/Billendorf in Polen (Lebuser Land/Niederlausitz).
Seit 2003 ist er der Berliner Korrespondent der Monatsschrift „Odra“ (Breslau). 2004 gründete er den deutsch-polnischen Verein KunstGrenzen e.V. Berlin, dessen er Vorsitzender ist. Er organisiert alljährliche deutsch-polnische Spotkania Bialowickie (Billendorfer Begegnungen).

## Schaffen
Eigene Projekte (Art Life Konzept Dzien-Nik/Tage-Buch/Diary) mit Katalogen
- Dziennik/Tagebuch 1983-93, Lodz 1993
- Arca, Lübeck-Lodz 1994
- Arsenal, Wrocław 1996
- Frühlingsnachttraum, Rendsburg 1996
- Inter-Wencja/Inter-Vention, Lodz 1997
- Arca, Appendix, Zielona Góra 1999
- Wirk-lich, Kiel 1999
- K.Opf, Bad Doberan 2000
- Arsenał Nowy, Poznań 2001
- Inter-Vention/Inter-Wencja - Berlin, Berlin 2001
- J.Ehsen, Nowogrod Bobrzanski-Berlin 2002
- GrenzeGranica, Rostock-Lübeck-Szczecin 2002
- Kunst-Werk, Zielona Góra 2005
- Granica-Zwiazki/Grenze-Verbindungen, Lodz 2006
- Pom-Nik/Denk-Mal, Zielona Góra-Dresden 2011
- Dom, Berlin 2015
- dzien-nik_fb.obrazy/teksty, ein Internetprojekt, ab 2012
- di@-ry in Dia-Ry, London 2022

Eigene Schriften (außer der Kataloge, Auswahl)
Eigene Schriften (außer der Kataloge, Auswahl)
- O poezji obrazkowej. In: Nowy Wyraz, 1972, Nr. 6
- Poezja konkretna. In: Zagadnienia Rodzajów Literackich, XVII (1974)
- Wizualnosc tekstu a tekst wizualny. In: Pogranicza i korespondencje sztuk, Ossolineum, 1980
- Wo ist der Teufel (begraben?) In: Deutsch-polnische Fragen in der Literatur, F.R.I, 1998
- Cmentarz na Srebrzynskiej, (in:) Łódzkie sentymenty, MHML, 1998
- Artysta jako czlowiek i jako rzecz (with English summary), (in:) Czlowiek i rzecz, UAM, 1999
- Słowo wobec obrazu (with English summary), (in:) Slowo do ogladania, UZG, 2003
- Die Deutschen in uns. Bild des Deutschen in der polnischen Literatur, „Külzer Hefte“, 3/2004
- Od Morsztyna do Drozdza. Aktywność wizualna tekstu w historii literatury (with English summary), „Dyskurs“, 10 (2010)
- Drozdz übersetzen? Über das Übersetzen der Konkreten Poesie (in:) anfangenden, OKiS, 2011
- Selbstpräsentation in Text und Bild, Author Gallery, „Images“, Number 23 (2014)

## Bibliographie
(außerhalb der Kataloge, Auswahl)
- Bożena Chrząstowska, Bez tytułu, „Polonistyka“, 3/1998
- Urszula Benka, Meta-obrazy Jacka Wesolowskiego (with English summary), „Format“, 30 (1999)
- Dieselbe, Pionowa granica (with English translation), „Exit“, 4/2002
- Michael Nungesser, Jacek Wesolowskis Vota, (in:) Goetzen (Ausstellungskatalog), Berlin 2005
- Anke Kowalski, Kunst-Welt, „Exit“, 3/2006
- Tomasz Zalejski-Smolen, Dzien-Nik Jacka Wesolowskiego. Historia, poetyka, etyka (with English summary), „Quart“, 2/2006
- Derselbe, Bis zur Grenze. Das Tage-Buch von Jacek Wesolowski, „Pro Libris“, 3/2006
- Derselbe, Rozmowa z Jackiem Wesolowskim - O milczeniu (with English summary), „Quart“, 2/2009
- Jens Rönnau, Jacek Wesolowski. Eine monographische Studie, Provinzial Kiel, 2010
- Grzegorz Dziamski, Sztuka ożywiania rzeczy. Dzien-Nik Jacka Wesolowskiego, „Odra“, 5/2012
- Film: Dzien-Nik Jacka Wesolowskiego 1983-93, Polnisches Fernsehen Lodz, Realisation Jadwiga Wilenska, 1993, 30 Min.